# Ірак на Чемпіонаті світу з водних видів спорту 2015
Ірак взяв участь у Чемпіонаті світу з водних видів спорту 2015, який пройшов у Казані (Росія) від 24 липня до 9 серпня.

## Плавання
Іракські плавці виконали кваліфікаційні нормативи в дисциплінах, які наведено в таблиці (не більш як 2 плавці на одну дисципліну за часом нормативу A, і не більш як 1 плавець на одну дисципліну за часом нормативу B):
Чоловіки
| Спортсмен        | Дисципліна           | Попередній заплив | Попередній заплив | Півфінал        | Півфінал        | Фінал           | Фінал           |
| Спортсмен        | Дисципліна           | Час               | Місце             | Час             | Місце           | Час             | Місце           |
| ---------------- | -------------------- | ----------------- | ----------------- | --------------- | --------------- | --------------- | --------------- |
| Бакр Аль-Дулаїмі | 100 м вільним стилем | 55.22             | 94                | Завершив виступ | Завершив виступ | Завершив виступ | Завершив виступ |
| Бакр Аль-Дулаїмі | 200 м вільним стилем | 1:58.55           | 73                | Завершив виступ | Завершив виступ | Завершив виступ | Завершив виступ |
| Хасан Садек      | 50 м батерфляєм      | 26.93             | 56                | Завершив виступ | Завершив виступ | Завершив виступ | Завершив виступ |
| Хасан Садек      | 100 м батерфляєм     | 59.58             | 66                | Завершив виступ | Завершив виступ | Завершив виступ | Завершив виступ |